# Metsä Wood
Metsä Wood Oy,  est un fabricant de produits en bois pour la construction et l'industrie en Finlande.

## Présentation
Metsä Wood est une filiale de Metsäliitto Osuuskunta, dont l'Europe est le  principal marché. 